# Caballo belga de tiro

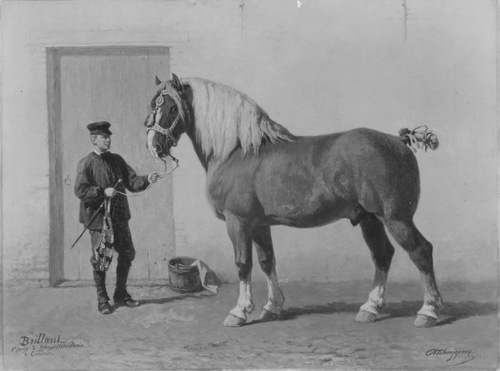
El semental Brillant, cuadro de Charles-Philogène Tschaggeny

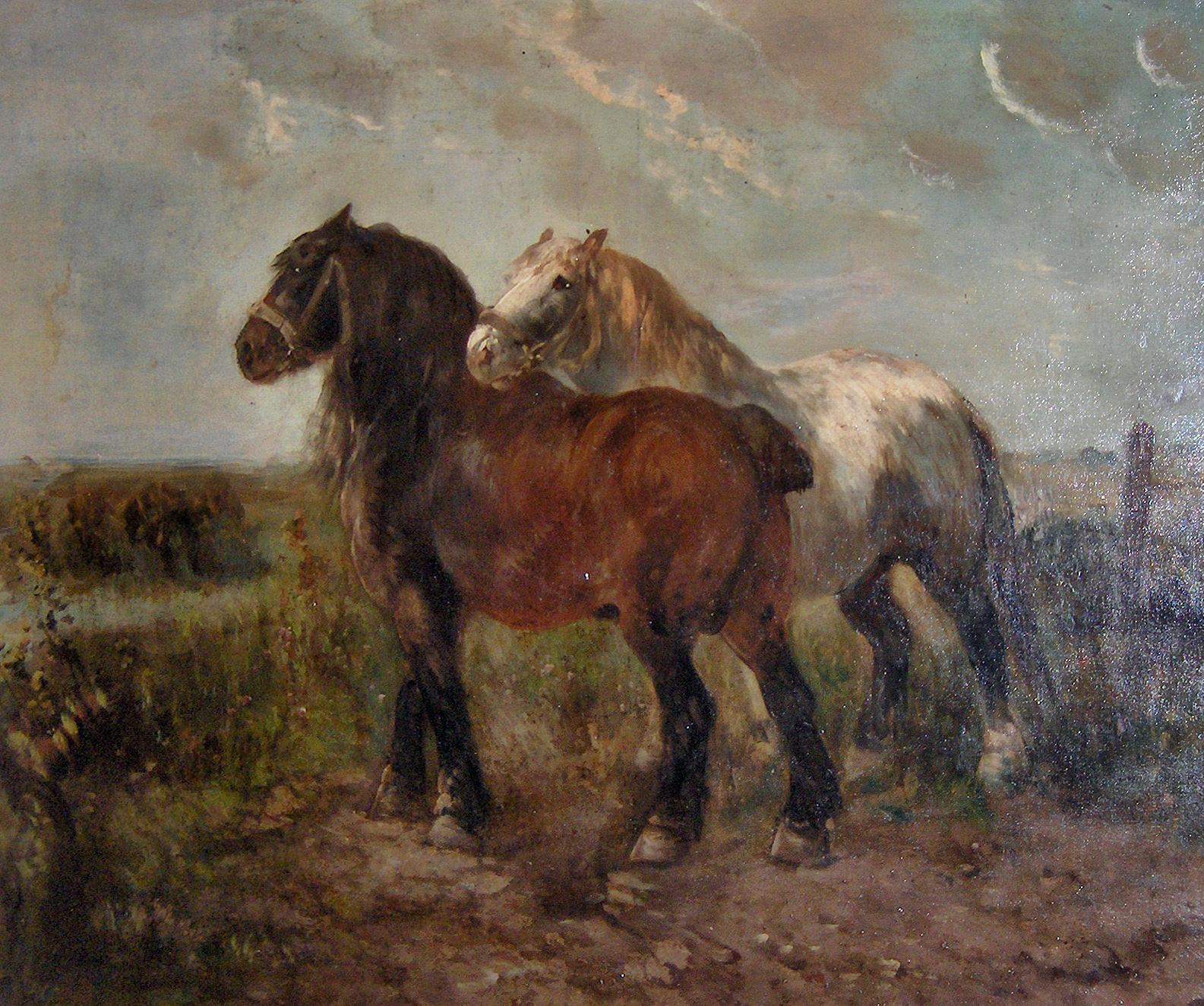
Caballos de Brabante, pintura de (1857-1927)

El caballo belga de tiro (en neerlandés: Belgisch Trekpaard, en francés: Trait belge) es una raza belga de caballo de tiro. Es originaria de la región de los Países Bajos, en el actual centro de Bélgica. También se le denomina brabante, por la antigua provincia de Brabante. De gran tamaño y robustez, el caballo belga de tiro es una de las razas de caballos más fuertes del mundo. 

## Historia
El belga de tiro desciende de los pesados caballos utilizados en el campo de la región de los Países Bajos, en el actual centro de Bélgica.
Su cría ha sido documentada desde el siglo XVII, con un primer libro genealógico iniciado en 1886. La primera exportación conocida de un belga de tiro a América se dio a finales del siglo XIX. Aunque la necesidad de caballos de tiro disminuyó tras la invención del motor de combustión después de la Segunda Guerra Mundial, la demanda de la raza siguió aumentando debido a sus cualidades.
La raza belga de tiro está estrechamente relacionada con el ardenner, el caballo flamenco, el caballo de tiro neerlandés,   y el Trait du Nord . 

## Características
Los belgas de tiro cuentan con una constitución robusta, de piernas cortas, con un peso mucho mayor en comparación con otras razas. En promedio, tienen un altura de entre 164 y 168 cm, pesan entre 700 y 900 kg, y su esperanza vida está entre los 17 y 22 años. Suelen presentar una capa de color castaño, alazán, negro o ruano, de pelo mezclado de blanco, gris y bayo.
La quijada es larga y cuadrada, la cabeza es pequeña, el perfil recto y el lomo corto y ligeramente arqueado. Tienen los ojos y las orejas poco pronunciados, pudiendo dar la impresión de estar desproporcionados con respecto al resto del cuerpo.

### Temperamento
De carácter tranquilo e inteligente, suelen ser pacíficos, valientes y muy despiertos.

### Diversidad genética
Tiene un nivel intermedio de diversidad genética, con unos niveles relativamente bajos de endogamia. Sin embargo, debido a la baja diversidad de caballos fundadores, su diversidad genética podría comprometerse en generaciones futuras.

## Usos

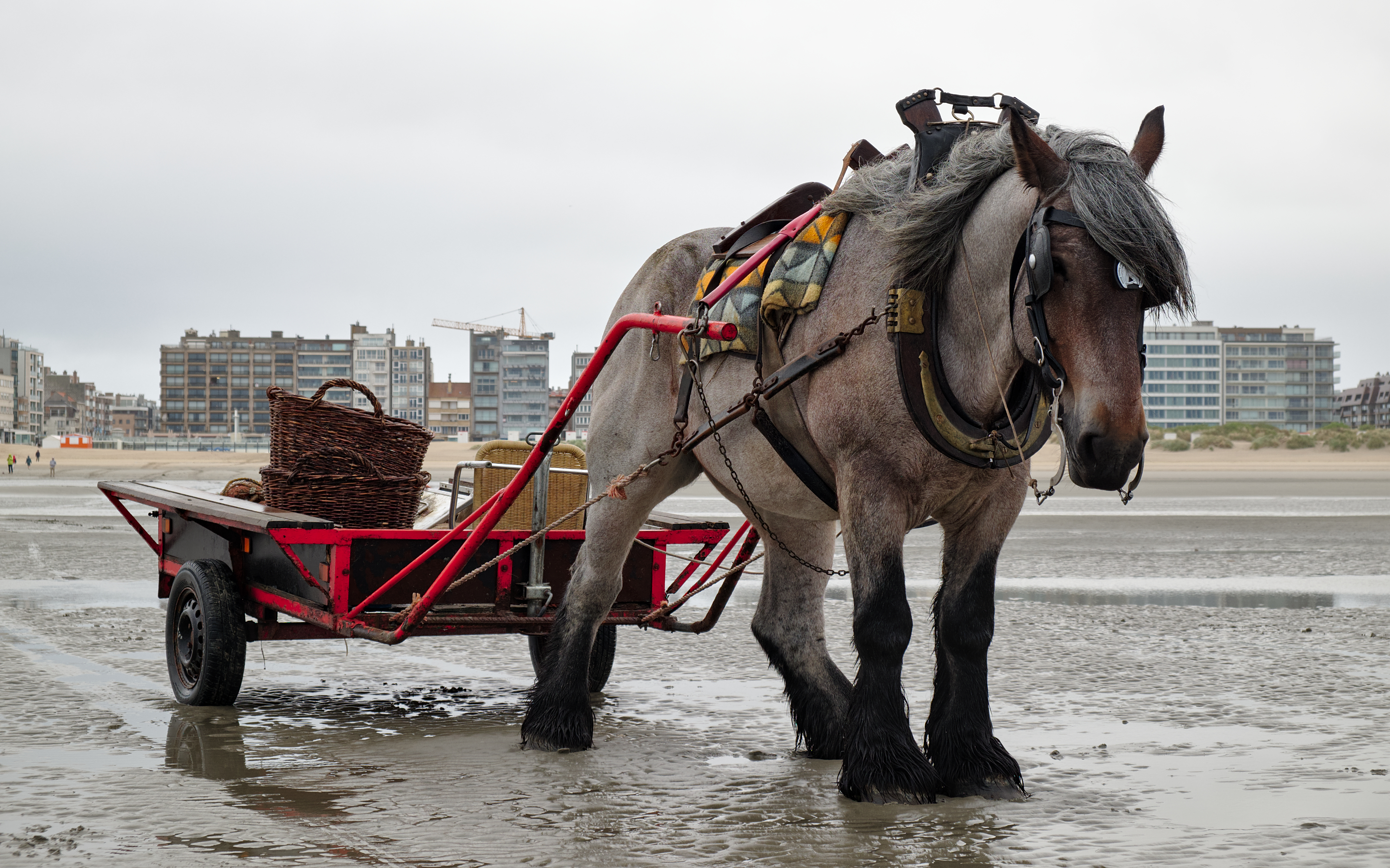
Un tiro belga transportando equipo de pesca de camarones en Oostduinkerke, Bélgica.

Los belgas de tiro pueden ser utilizados para trabajos muy pesados, como el tiro de carruajes o trineos, arado y otras labores agrícolas y forestales.